# خوان مانوئل سوسا
خوان مانوئل سوسا (انگلیسی: Juan Manuel Sosa؛ زادهٔ ۱۱ فوریهٔ ۱۹۸۵) بازیکن فوتبال اهل آرژانتین است.
از باشگاه‌هایی که در آن بازی کرده‌است می‌توان به باشگاه فوتبال اتلتیکو هوراکان اشاره کرد.